# Lyda Roberti

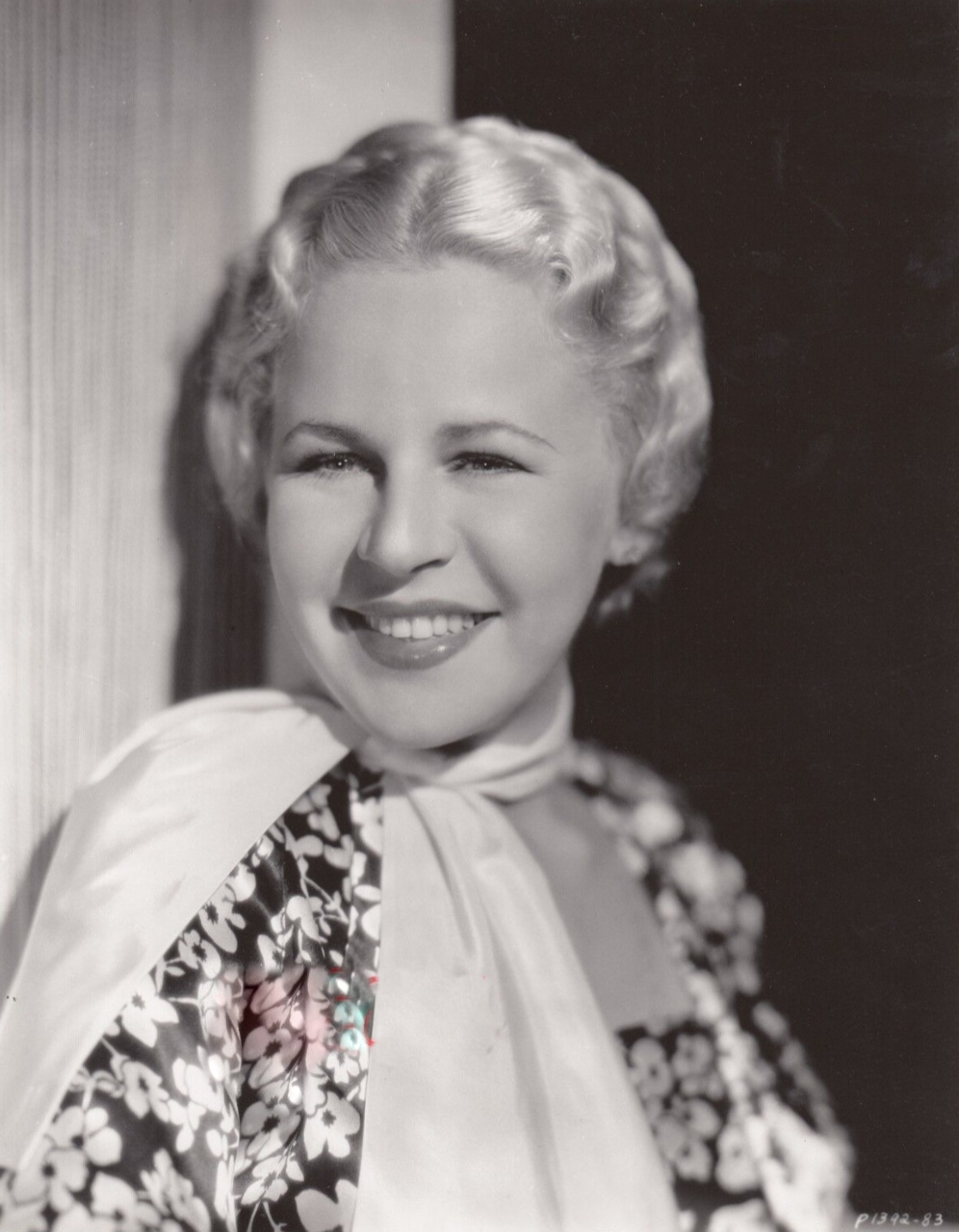
Lyda Roberti im Jahr 1934

Lyda Roberti (* 20. Mai 1906 in Warschau; † 12. März 1938 in Los Angeles) war eine US-amerikanische Schauspielerin und Sängerin polnischer Abstammung.

## Leben
Lyda Roberti wurde 1906 in Warschau in eine Zirkusfamilie geboren. Ihr Vater war ein bekannter Zirkusclown. Dadurch reiste sie von klein auf mit ihrer Familie durch Europa, Nordafrika und Asien, wo sie in Zirkusveranstaltungen als Sängerin, Reiterin oder Luftakrobatin mitwirkte. Während des Ersten Weltkriegs waren sie in Russland gefangen, konnten mit Beginn der Revolution über Sibirien aber nach China entkommen. Anfang der 1920er Jahre in Shanghai musste der Zirkus wegen Bankrotts schließen. Sie reiste Richtung Vereinigte Staaten und begann in San Francisco und Los Angeles zu tanzen und zu singen.
1931 wurde Lou Holz auf die junge Lyda Roberti aufmerksam, der sie für die Musicalkomödie You Said It engagierte, die in New York sehr erfolgreich lief. Von Kritikern gab es viele lobende Worte. In dem Musical spielte auch ihre Schwester Manya mit, die ebenfalls  in die Vereinigten Staaten immigriert war. Im Jahr 1932 schloss Lyda Roberti einen Vertrag mit dem Filmstudio Paramount, was den Beginn ihrer Filmkarriere darstellte. Fortan trat sie meist als Vamp in den Filmen auf. 1933 spielte sie am Broadway in Pardon My English im Majestic Theatre und in Roberta im New Amsterdam Theatre.
Lyda Robertis kurze Filmkarriere umfasste ein Dutzend Filme. Die junge Schauspielerin hatte Herzprobleme und erlitt in den letzten Jahren ihres Lebens wiederholt Herzinfarkte, sodass sie in den Jahren von 1936 bis 1938 deutlich weniger arbeiten konnte. Im März 1938 starb Lyda Roberti im Alter von 31 Jahren an einem Herzinfarkt. Ihre letzte Ruhestätte fand sie auf dem Forest Lawn Memorial Park (Glendale).
Lyda Roberti war zweimal verheiratet. mit R.A. Golden, von dem sie sich später wieder scheiden ließ, und mit Hugh „Bud“ Ernst. Ernst hatte Roberti 1935 in einem Krankenhaus kennengelernt, als ihr der Blinddarm herausgenommen wurde. Im Juni 1935 heirateten die beiden. 1936 trennte sich die Paar, schließlich fanden sie aber doch wieder zusammen.

## Filmografie
- 1932: Dancers in the Dark
- 1932: Beine sind Gold wert (Million Dollar Legs)
- 1932: Der falsche Torero (The Kid from Spain)
- 1933: Ein Stück vom Mond (Three-Cornered Moon)
- 1933: Torch Singer
- 1934: College Rhythm
- 1935: George White's 1935 Scandals
- 1935: The Big Broadcast of 1936
- 1937: Nobody's Baby
- 1937: Sternschnuppen (Pick a Star)
- 1938: Wide Open Faces